# Georges Mouton
Georges Mouton, från 1809 greve de Lobau, född 2 februari 1770, död 21 november 1838, var en fransk militär.
Mouton inträdde sm frivillig i armén 1792, utmärkte sig under franska revolutionen och Napoleonkrigen vid upprepade tillfällen, särskilt i slaget vid Aspern-Essling för sin tapperhet. 1807 blev han generallöjtnant och måste efter slaget vid Waterloo gå i landsflykt. Mouton återkom senare, blev 1830 chef för nationalgardet i Paris och skingrade 1831 med brandsprutor bonapartistiska demonstranter. Samma år blev han marskalk och pär.